# Lluís Mimó i Espinalt
Lluís Mimó i Espinalt (Sabadell, 11 d'agost de 1913 - 1 de maig de 1986) fou un esperantista català, militant del POUM i víctima dels camps de concentració.

## Biografia
Lluís Mimó va cursar els estudis primaris als Escolapis i els completà a l'Escola Industrial d'Arts i Oficis. S'inicià en el món laboral com a aprenent al taller d'ebenisteria que hi havia al carrer del Pedregar i després s'incorporà a la indústria tèxtil, a la fàbrica de J. Gumbert del carrer de la Unió. La seva formació s'anà forjant, com tants d'altres treballadors sabadellencs, a l'entorn del Círcol Republicà Federal, la Cooperativa la Sabadellenca i l'Aplec Esperanta Grupo. Als divuit anys començà a estudiar l'esperanto, llengua de la qual arribà a publicar una gramàtica i un diccionari Castellà-esperanto, en què treballà més de vint anys. A part, va descriure una sèrie de regles gramaticals complementàries que Zamenhof no havia descrit i que donà a conèixer als llibres Perfekteco de la Esperantaj verboj i Kompleta lernolibro de regula Esperanto.
En esclatar la Guerra Civil, Mimó s'incorporà al front d'Aragó, amb les milícies del POUM, partit en què militava. Al final de la guerra s'exilià a França i va ser internat al camp de concentració de Sept-Fonts, s'incorporà a un batalló de treballadors i finalment va ser ingressat a l'hospital. Quan va retornar a Catalunya, a finals de 1941, va ser detingut i traslladat a la presó de Miranda de Ebro i d'allí a la Model de Barcelona, on s'estigué uns vuit mesos, malalt, fins que ja de nou a Sabadell s'anà incorporant a una certa normalitat.
El 25 d'octubre de 1995 Sabadell li va dedicar un passatge de la ciutat.